# Rudolf Frankenberger
Rudolf Frankenberger (* 12. Dezember 1932 in Stammbach; † 16. Januar 2023 in Augsburg) war ein deutscher Bibliothekar.

## Leben
Rudolf Frankenberger studierte Chemie, Biologie und Geographie und promovierte 1959 an der Technischen Universität München, wo er 1956 bereits das Staatsexamen abgelegt hatte. Von 1956 bis 1958 arbeitete er als Assistent am Geographischen Institut der TU München. Im Jahre 1959 trat er als Bibliotheksreferendar an der Bayerischen Staatsbibliothek München in die Ausbildung für den höheren Bibliotheksdienst ein und legte 1961 die Fachprüfung hierfür ab. Von 1961 bis 1970 war er an der Universitätsbibliothek Erlangen tätig, von 1970 bis 1998 dann an der Universitätsbibliothek Augsburg, der er seit 1973 als Leitender Bibliotheksdirektor vorstand.
Frankenberger war Mitgründer und bis 2001 Herausgeber der Zeitschrift ABI-Technik.

## Schriften (Auswahl)
- Die Aufforstung landwirtschaftlich genutzter Grundstücke als Index für sozialgeographische Strukturwandlungen in Oberfranken (= Münchner geographische Hefte, Bd. 18). Laßleben, Kallmünz 1960 (Dissertation TU München).
- (Hrsg., mit Paul Niewalda): EDV in englischen und irischen Bibliotheken und Dokumentationseinrichtungen (= Bibliothekspraxis, Bd. 9). Verlag Dokumentation, Pullach 1973, ISBN 3-7940-4009-0.
- Der Schlagwortkatalog der Universitätsbibliothek Augsburg. In: Rudolf Jung/Ludwig Sickmann (Hrsg.): Schlagwortgebung und Schlagwortkatalog (= Arbeiten aus dem Bibliothekar-Lehrinstitut des Landes Nordrhein-Westfalen, Bd. 48). Greven, Köln 1978, ISBN 3-7743-0548-X.
- Die neuen Universitätsbibliotheken in Bayern. In: Jürgen Hering (Hrsg.): Bestände in wissenschaftlichen Bibliotheken. Erschließung und Erhaltung (= Zeitschrift für Bibliothekswesen und Bibliographie, Sonderhefte, Bd. 34). Klostermann, Frankfurt/M. 1982, S. 35–47, ISBN 3-465-01511-8.
- Junge Bibliothek – alte Bestände. Die Altbestände der Universitätsbibliothek Augsburg. In: Dieter Schug (Hrsg.): Der Bibliothekar zwischen Praxis und Wissenschaft. Bernhard Sinogowitz zum 65. Geburtstag. (= Beiträge zum Buch- und Bibliothekswesen. Bd. 24). Harrassowitz, Wiesbaden 1986, ISBN 3-447-02645-6, S. 119–128.
- (Mithrsg.): Wertvolle Handschriften und Einbände aus der ehemaligen Oettingen-Wallersteinschen Bibliothek. Reichert, Wiesbaden 1987, ISBN 3-88226-379-2.
- Bibliotheksgebäude in der Bewährung. Universitätsbibliothek Augsburg. In: Roswitha Poll/Bertram Haller (Hrsg.): Bibliotheksbauten in der Praxis. Erfahrungen und Bewertungen. Harrassowitz, Wiesbaden 1994, S. 3–22, ISBN 3-447-03496-3.
- Sokrates in der Bewährung. 2 Jahre lokales Bibliothekssystem an der Universitätsbibliothek Augsburg. In: Bücher für die Wissenschaft. Bibliotheken zwischen Tradition und Fortschritt ; Festschrift für Günter Gattermann zum 65. Geburtstag. Saur, München 1994, S. 511–526, ISBN 3-598-11205-X.
- Macht die heutige Ausbildung fit für 2000? In: Birgit Schneider (Hrsg.): Bücher, Menschen und Kulturen. Festschrift für Hans-Peter Geh zum 65. Geburtstag. Saur, München 1999, S. 270–276, ISBN 3-598-11399-4.
- Die Sacharbeit in den Kommissionen des VDB. In: Engelbert Plassmann/Ludger Syré (Hrsg.): Verein Deutscher Bibliothekare 1900–2000. Festschrift. Harrassowitz, Wiesbaden 2000, S. 182–2002, ISBN 3-447-04247-8.
- (Hrsg. und Mitautor, mit Klaus Haller): Die moderne Bibliothek. Ein Kompendium der Bibliotheksverwaltung. Saur, München 2004, ISBN 978-3-598-11447-2.
- Der Einfluss der IT-Revolution auf die Bibliotheken im Spiegel der Bibliothekartage der 1960er, 1970er und 1980er Jahre. In: Felicitas Hundhausen (Hrsg.): 100. Deutscher Bibliothekartag. Festschrift. Olms, Hildesheim 2011, S. 185–197, ISBN 3-487-14509-X.